# Holomelina quinaria
Holomelina quinaria är en fjärilsart som beskrevs av Augustus Radcliffe Grote 1863. Holomelina quinaria ingår i släktet Holomelina och familjen björnspinnare. Inga underarter finns listade i Catalogue of Life.